# 联盟TMA-16
联盟TMA-16 (俄语：Союз TMA-16)是俄罗斯联盟计划的一艘载人航天飞船。它将第21长期考察组成员和一位加拿大企业家从哈萨克斯坦拜科努尔航天发射场送往国际空间站。联盟TMA-16是自1967年首次发射后的联盟号宇宙飞船第103次飞行。联盟TMA-16的发射标志着自1969年后首次有3艘联盟号宇宙飞船同时运行在轨道上。
太阳马戏团创始人与首席执行官盖·拉利伯特是联盟TMA-16的太空飞行参与者，通过太空探险公司获得了这次太空飞行的座位，为此他付出了大约3500万美元。他乘坐联盟TMA-14返回地球。联盟TMA-16返回时只有两名机组成员，飞船指令长马克西姆·苏拉耶夫和飞船随航工程师杰弗里·威廉姆斯（Jeffrey Williams）。